# Billy Myles
William Myles Nobles (* 29. August 1924; † 9. Oktober 2005), bekannt als Billy Myles, war ein US-amerikanischer R&B-Komponist, Sänger und Musikverleger. Zu seinen bekanntesten Stücken gehören (You Were Made for) All My Love, 1960 ein Hit für Jackie Wilson, und Have You Ever Loved a Woman, 1960 von Freddie King und 1970 von Derek and the Dominos aufgenommen.
Myles arbeitete als Hauskomponist für die New Yorker Plattenlabel Herald und Ember von Al Silver. Er schrieb überwiegend Balladen, gelegentlich mit Koautoren wie den Sängern Jackie Wilson und Brook Benton. Zu den Interpreten, die seine Songs herausbrachten, gehörten u. a. Wilson, Benton, Little Willie John, Freddie King und Gladys Knight. Über 170 Myles-Kompositionen sind bei der Broadcast Music Incorporated registriert.
Billy Myles machte in den 1950ern selbst einige Plattenaufnahmen, von denen jedoch nur eine erfolgreich war: 1957 stieg The Joker (That's What They Call Me) bis auf Platz 25 der Pop-Charts und Platz 13 der R&B-Charts in den USA. Dieser Erfolg führte 1958 zu einem Auftritt in der Ed Sullivan Show, zusammen mit Buddy Holly. 1959 erschien Myles in dem englischen Film Swing Beat.
1960 nahm Freddie King den Myles-Song Have You Ever Loved a Woman auf, den Eric Clapton mit seiner Band Derek & the Dominos 1970 für das Album Layla and Other Assorted Love Songs neu einspielte. Das Stück gehörte danach zu Claptons Standardrepertoire.
Billy Myles hatte in Greenville (North Carolina) seinen eigenen Musikverlag Selbon Music Inc. („Nobles“ rückwärts gelesen), der nach seinem Tod 2005 von seinem Sohn Steven Myles Nobles weitergeführt wurde.

## Diskografie (Auswahl)
- 1957: Tonite, Tonite – The Mello-Kings (US Pop Charts #77) – später eingespielt von Dion, Timmy Thomas, The Tokens, The Four Seasons[2]
- 1957: The Joker (That’s What They Call Me)/Honey Bee – Billy Myles (US Pop Charts #25, R&B Charts #13)[3]
- 1958: King of Clowns/So in Need of You – Billy Myles[3]
- 1958: Price of Your Love/I’m Gonna Walk – Billy Myles[3]
- 1959: Chapel of Dreams – The Dubs (US Pop Charts #74)[4]
- 1960:  (You Were Made for) All My Love – Jackie Wilson (US Pop Charts #12)
- 1960: Have You Ever Loved a Woman – Freddie King – später eingespielt von Derek and the Dominos, Eric Clapton, Little Milton, Van Morrison
- 1961: Your One and Only Love – Jackie Wilson (US Pop Charts #40)
- 1962: The Greatest Hurt/There’ll Be No Next Time – Jackie Wilson (US Pop Charts #34)
- 1962: Careless Hands – Baby Washington[5]